# دورزبان
دورزبان (نام علمی: Porroglossum) نام یک سرده از تبار رودرختان است.